# Vallbona d'Anoia
Vallbona d'Anoia là một đô thị trong ‘‘comarca’’ Anoia, Catalonia, Tây Ban Nha.

## Biến động dân số
| 1900 | 1930 | 1950 | 1970 | 1986 | 2007 |
| ---- | ---- | ---- | ---- | ---- | ---- |
| 767  | 755  | 664  | 824  | 1054 | 1337 |